# Hotteppanahalli, Challakere
Hotteppanahalli là một làng thuộc tehsil Challakere, huyện Chitradurga, bang Karnataka, Ấn Độ.